# Bozhidar Kraev
Bozhidar Kraev (bulgarsk: Божидар Краев; født den 23. Juni 1997 i Vratsa) er en Bulgarsk fodboldspiller der spiller i Wellington Phoenix FC. Kraev spiller på midtbanen samt på fløjen. Han spiller også på det bulgarske landshold.